# دانيال سام
دانيال سام (بالإنجليزية: Daniel Sam) هو لاعب كرة الريشة غاني، ولد في 7 يناير 1994 في سيكوندي تاكورادي في غانا.

## وصلات خارجية
- دانيال سام على موقع BWF.tournamentsoftware.com (الإنجليزية)
- دانيال سام على موقع BWFbadminton.com (الإنجليزية)
- دانيال سام على موقع اتحاد ألعاب الكومنولث (مؤرشف) (الإنجليزية)
- دانيال سام على موقع اتحاد ألعاب الكومنولث (مؤرشف) (الإنجليزية)